# Hypsipetes olivaceus
El bulbul de Mauricio (Hypsipetes olivaceus) es una especie de ave paseriforme de la familia Pycnonotidae endémica de la isla de Mauricio. 
Anteriormente se incluía en H. borbonicus como la subespecie olivaceus. Fue la especie tipo del género obsoleto Ixocincla, que reunía a varios bulbules  de apariencia similar de toda la región del océano Índico.
Puede alcanzar un tamaño de hasta 24 cm. Se caracteriza por sus ojos de intenso color amarillo-marrón, patas rosadas, y un pico naranja con tonos amarillo. Su plumaje es en general grisáceo y contrasta con su píleo de color negro. El plumaje de los jóvenes es de color marrón pálido. Su pico es negruzco.

## Ecología y estado de conservación

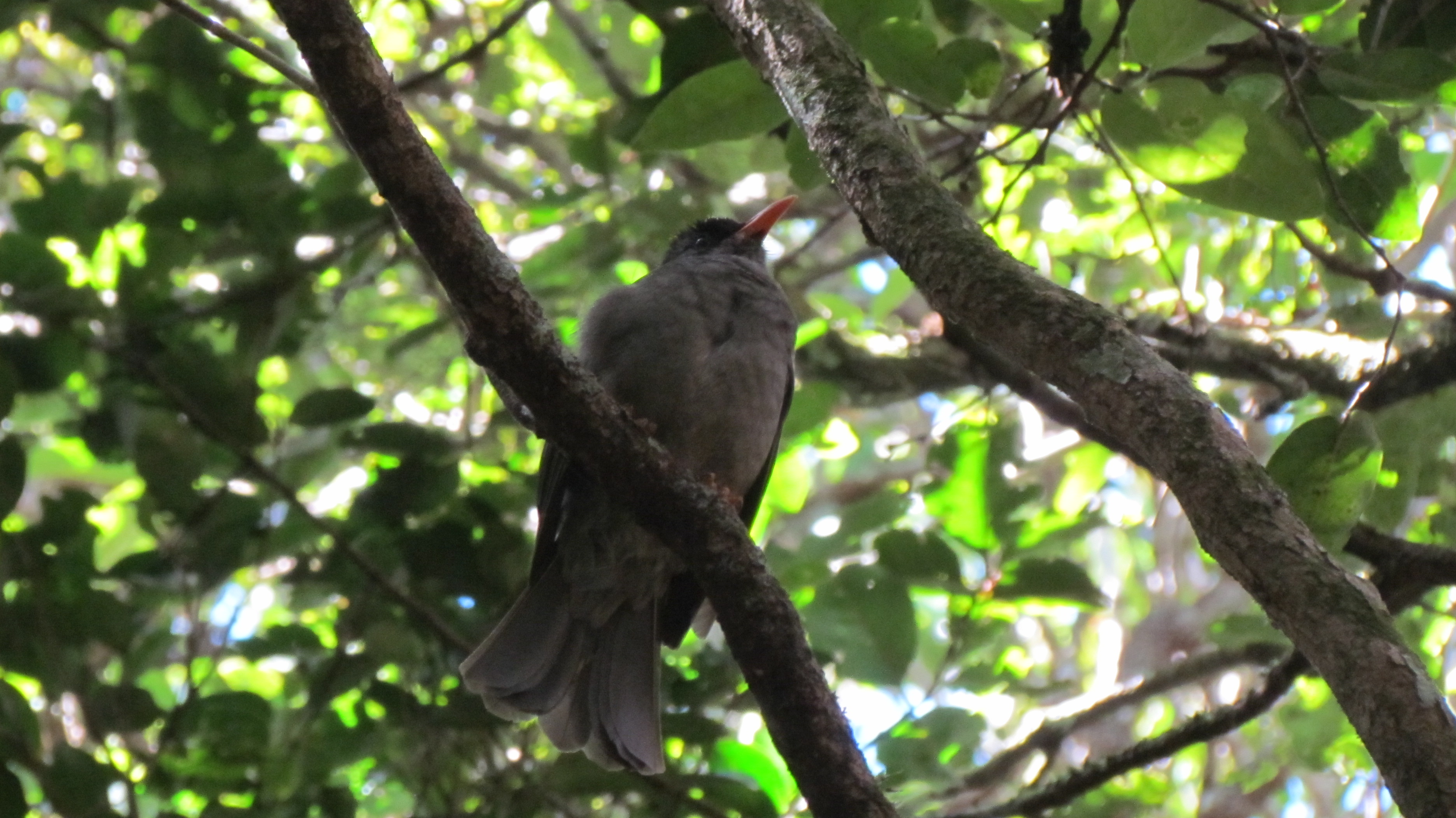
Pájaro posado en un árbol.

Su dieta consiste de insectos, semillas y frutos, especialmente las bayas maduras del arbusto denominado bandera española Lantana camara (especie no nativa)). Durante el verano austral la hembra pone dos huevos rosáceos en un nido que consiste en paja y raíces. La incubación dura entre 14 y 16 días.
En épocas anteriores, era frecuentemente consumido como platillo típico en días festivos. Posteriormente, sus principales amenazas pasaron a ser la sustitución de su hábitat forestal por plantaciones de té (Camellia sinensis) y malezas invasoras (entre ellas L. camara, que los propios pájaros ayudan a difundir) y la depredación por el macaco cangrejero introducido (Macaca fascicularis) . A mediados de la década de 1970, la población se estimaba en 200 parejas, pero luego se detuvo el descenso. Hoy en día es raro pero tiene una población bastante estable; 280 parejas fueron contadas en 1993.